# Lock Up (gruppo musicale statunitense)
I Lock Up furono un gruppo heavy metal, noto anche per essere stato il primo progetto di Tom Morello, poi chitarrista dei Rage Against the Machine.

## Storia
Il gruppo venne fondato dal chitarrista originale Mike Livingston (precedentemente dei The Mau-Mau's) e dal bassista Kevin Woods. I due avevano già suonato assieme a Brian Grillo, che poi diventerà lead singer dei Lock Up, e Brendan Mullen nella band Ella and the Blacks.
Si sono avvicendati più batteristi, primo dei quali Michael Lee (prima dei The Cult e dopo con Jimmy Page e Robert Plant), andatosene presto e sostituito da D. H. Peligro, un tempo batterista dei Dead Kennedys e dopo dei Red Hot Chili Peppers. Il batterista definitivo fu Vince Ostertag.
La sostituzione di Livingston da parte di Tom Morello e l'arrivo al basso di Chris Beebe ultimano la formazione definitiva dei Lock Up che partorirà un unico album, Something Bitchin' This Way Comes, pubblicato dalla Geffen Records nel 1989. Il titolo dell'album è una "storpiatura" del titolo del romanzo di Ray Bradbury, Something Wicked This Way Comes  (in italiano Il popolo dell'autunno), che a sua volta era stato tratto da una battuta dell'opera shakespeariana Macbeth.
Lo stile che poi Morello adotterà nei Rage Against the Machine non si trova o quasi nell'esperienza dei Lock Up, i cui assoli si basano su arpeggi, tapping, e soprattutto velocissimi fretworks. L'album è la testimonianza che Tom Morello non è affatto un chitarrista che si basa puramente sui propri effetti: le sue prime sperimentazioni si possono ascoltare unicamente in alcune canzoni ("Can't Stop the Bleeding", "Nothing New", "Punch Drunk").

## Discografia
- 1989 - Something Bitchin' This Way Comes